# Abbaye Notre-Dame de Beauvoir
Pour les articles homonymes, voir Abbaye Notre-Dame et Beauvoir.
L'abbaye Notre-Dame de Beauvoir était une abbaye féminine cistercienne française fondée en 1234 sur la commune actuelle de Marmagne, dans le département du  Cher. Elle fut ruinée par la Révolution française.

## Histoire
L'abbaye est fondée en 1234 par Robert 1er de Courtenay (petit -ils de Louis VI et bouteiller du roi  Louis VIII) et par son épouse en secondes noces :  Mahaut de Mehun, fille de Philippe de Mehun, pour y abriter les sépultures de la famille de Courtenay. Ceci explique le choix d'une abbaye de femme (la 2e abbaye cistercienne de femme du Berry) en ce lieu mitoyen de la seigneurie de Mehun-sur-Yèvre, renforcée par la volonté de Philippe Auguste son cousin, en raison de la proximité des domaines adverses des Plantagenêts (Issoudun et Déols). Confirmation sera faite en 1243 par le don, après la Saint-Martin, de la métairie de Fontaine-Léon, par Dame Mahaud devenu veuve de son époux Robert mort en Palestine lors de la croisade, puis par le roi Louis IX, qui y séjournera avec sa mère Blanche de Castille et confiera  à cette fondation comme reliques plusieurs objets personnels de ce saint roi et entre autres un de ses couteaux.
En 1295, Philippe de Mehun, fils de Robert II d'Artois et d'Amicie de Courtenay, époux de Blanche de Bretagne, fit don par testament d'une somme de 40 livres à l'abbaye de Beauvoir.
À l'époque de la guerre entre Louis XIV et le Grand Condé, une partie de l'abbaye est détruite. En 1662, « les lieux réguliers ont été ruinés et le sont encore n'y ayant pas même de dortoir pour loger les religieuses ».
En l'année 1750, le couvent comprend l'église, plusieurs chapelles, des cloîtres, un dortoir, des greniers, une infirmerie, un appartement pour les hôtes et divers bâtiments annexes.
Mais actuellement, il ne reste plus rien de l'abbaye qui est difficilement localisable au sein d'une propriété privée.

### Liste des abbesses
- Isabeau (ou Isabelle) est attestée abbesse en 1266 et en 1283.
- Guillemette de Fradet est attestée vers 1471.
- Jeanne Beaulme lui succède.
- Pétronille de Fleers est mentionnée en 1483.
- Louise Ire de la Rivière est abbesse au moins de 1505 à 1513.
- Louise II de la Chastre est également mentionnée, mais il s'agit peut-être de la même que la précédente.
- En 1513, Marie de la Sommaigne est élue abbesse, et le reste jusqu'à sa mort le 14 janvier 1542. Pétronille, morte le 20 janvier 1541, et également nommée « abbesse » dans les chroniques. Il est possible qu'elle ait obtenu l'abbaye par résignation, mais qu'elle soit morte avant Marie.
- En 1543, Catherine Marie de la Chastre est abbesse. Elle meurt en 1587, mais longtemps après avoir résigné sa charge.
- En 1566, Charlotte de la Chastre devient en effet abbesse, et meurt en 1598.
- Après elle, c'est Renée de Rolland (ou Roulants) qui devient abbesse, jusqu'à sa mort survenue en 1625.
- Vers 1628, Louise III de la Haye est mentionnée comme abbesse ; elle meurt en 1650.
- vers.1636 - 1639 : Anne de Lusignan de Saint Gelais (1616-1652)[Note 1], part pour l'abbaye Notre-Dame de Gercy de l'Ordre de Saint-Benoît où elle est morte à l'âge de 36 ans,  le 24 juin 1652 après avoir siégé 12 ans et 7 mois.
- 1639-1652 :  Françoise de Lusignan de Saint Gelais (1622-1671) comme abbesse de Beauvoir, avant d'être transférée à l'abbaye de Gercy à la mort de sa sœur où elle siégera comme abbesse jusqu'à sa mort en 1671. Inhumée dans un tombe dans le chœur des religieuses de l'abbaye avec sa sœur.
- En 1658, l'abbesse de Beauvoir est Élisabeth Anne Catherine de Beauvillers, qui la quitte pour l'abbaye de Lieu-Notre-Dame ; sa sœur Gabrielle lui succède, et les archives montrent qu'elle fut responsable d'un grand nombre de dépenses excessives, mettant l'abbaye en difficulté, d'autant qu'à l'époque la guerre entre Louis XIV et le Grand Condé détruit une partie des bâtiments. Elle se démet de sa fonction en 1677.
- En 1676, Louis XIV nomme Marie Chauvelin de Richemont abbesse ; elle est confirmée dans sa charge en 1677. Sous sa gestion, l'abbaye fut reconstruite, et reprise en main.
- Jusqu'en 1759, Thérèse-Françoise-Gabrielle de Vauldrey est nommée en 1759 abbesse de Notre-Dame de l'Eau.
- En 1759, Mme Joly de Fleury est nommée abbesse.
- En 1765, Mme de Montigny devient abbesse[4].